# کامران میرزا درانی

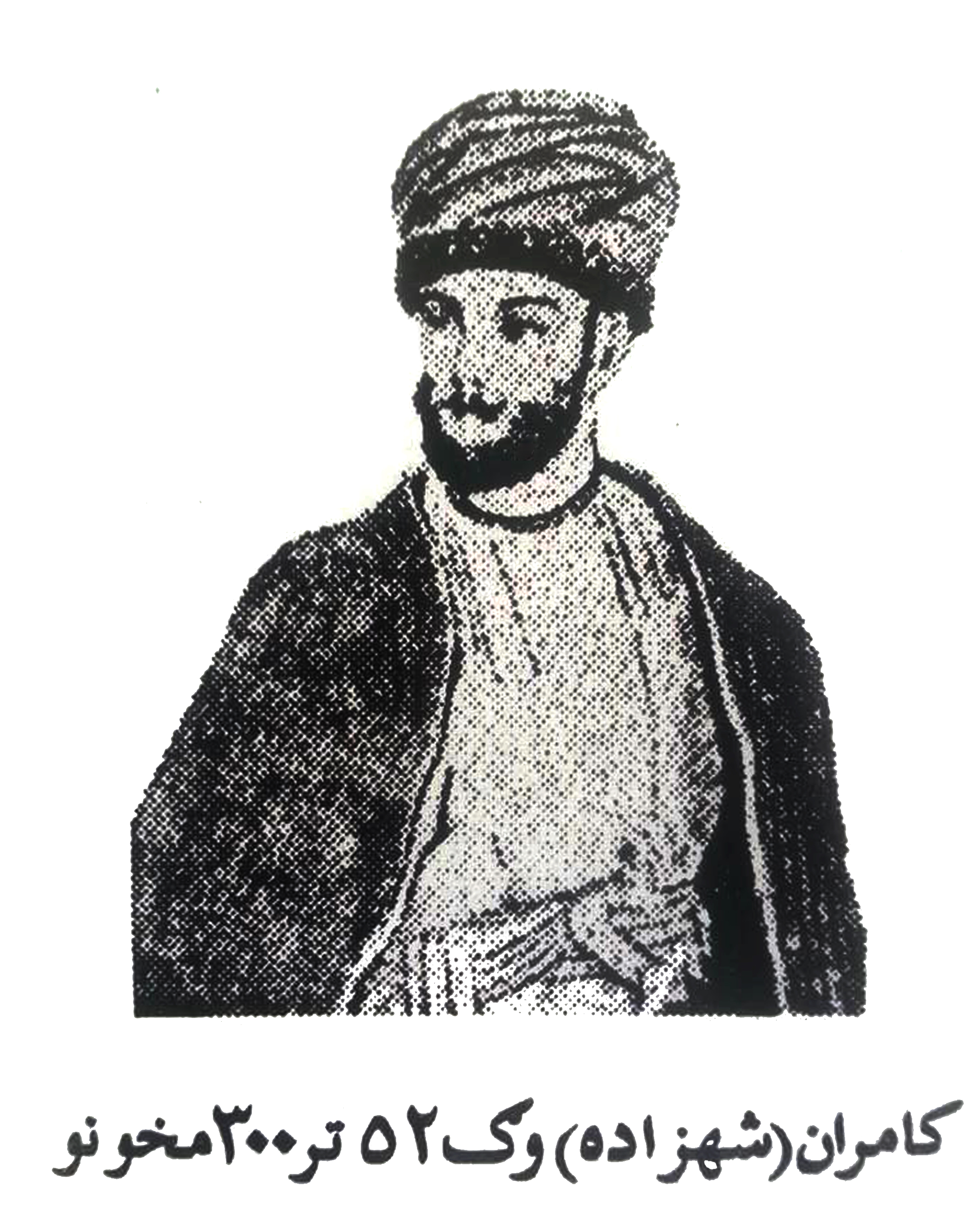
رخ‌نگاره‌ٔ کامران میرزا درانی یکی از امیران افغان

کامران میرزا درانی، پسر شاه محمود درانی، یکی از امیران افغان بود که در نیمه اول قرن ۱۹ میلادی از جانب شاهان ایران بر هرات حکومت می‌کرد.
وی سر از اطاعت از دولت مرکزی پیچید و در سال ۱۸۳۷ م محمدشاه برای اینکه او را سرکوب و هرات را مجدداً به خاک ایران ضمیمه کند، با ۸۰ هزار سپاهی به منطقه لشکر کشید اما، علی‌رغم اینکه کامران میرزا تصمیم گرفته بود تسلیم شود، به دلیل دخالت انگلستان مجبور شد به محاصره پایان داده و به تهران عقب‌نشینی کند.